# 波蘭共和國軍
波蘭共和國軍（波蘭語：Siły Zbrojne Rzeczypospolitej Polskiej）是波蘭共和國的主要軍事部隊，由波蘭陸軍、波蘭海軍、波兰空军、波蘭特種作戰部隊以及波蘭國土防衛部隊組成，最高军事指挥部門为波蘭總參謀部，最高軍職為總參謀長，在戰爭時期或面臨嚴重的國家安全問題時，總統可通過國防部和總參謀部，指揮並領導境內的所有武装部隊。首都華沙另設有波蘭軍事技術學院，波蘭在蘇聯解體後加入北約，軍事武器系統愈趨多樣。
自2002年至2014年間，波軍是駐阿富汗國際維和部隊的組成部隊之一。在阿富汗的行動是波蘭加入北約後參與的最大規模行動。波蘭軍隊同時也參加了伊拉克戰爭，在2003年到2008年之間波軍駐紮在伊拉克南部的佔領區。
受於軍中武器和後勤混亂的狀態，1999年10月7日通过《波兰共和国工业国防潜力改造和軍隊技术现代化支援法》，波蘭政府希望引進研發力量以改善軍中武器，但是受限於軍事費用的侷限，只能在小型武器上自製，不過採取集中攻關的方式有所成效，2013年波蘭和英國合研的世界第一輛量產PL-01坦克引起世界注目，讓波蘭在陸軍領域上取得了相對於各鄰國的技術優勢。然而海軍方面僅擁有一支以美製護衛艦及德製潛艦為主的小型艦隊，空軍則有少量美製F-16C/D型戰機和舊式的俄製MIG-29系列機隊來捍衛領空。
波兰共和国武装部队守护着波兰的主权及其安全与和平。他们可能参与抗击自然灾害、反恐行动、搜索和救援行动，以及拯救人类生命。他们还参加了清除军事来源的危险材料的工作，并使其失效。对波兰共和国武装部队的权力由波兰共和国总统通过国防部长行使，国防部长对波兰共和国武装部队行使全面领导。
根据全球火力（2023年）的排名，波兰共和国军队军事实力世界排名第20名，排在德国军队（第25位）和西班牙军队（第21位）之前。波兰的年度国防预算为206.6亿美元，在这方面波兰在世界排名第18位，是北约九个将军费开支维持在年度GDP的2%以上的成员国之一。波兰军队也是欧盟中第三强的军队（仅次于法国和意大利），以及北约中第六强的军队。根据为应对2022年俄罗斯入侵乌克兰而颁布的《国土防御法》，波兰计划到2023年底将其现役军人增加到30多万人，2023年的开支增加一倍以上，预计预算将超过300亿美元。

## 歷史
2021年10月，波蘭政府宣佈計劃將軍隊人數從11萬人增至25萬人，計劃仍需得到議會和總統批准。